# 290-299
De jaren 290-299 (van de christelijke jaartelling) zijn een decennium in de 3e eeuw.

## Belangrijke gebeurtenissen
- 291 : In het Chinees Keizerrijk breekt een successieoorlog uit, de Oorlog van de Acht Prinsen.
- 293 : Keizer Diocletianus voert de Tetrarchie in.
- 293 : Usurpator Carausius wordt vermoord door Allectus. Constantius I Chlorus verovert Bononia (Boulogne).
- 296 : De dood van Allectus betekent het einde van Carausiaanse opstand
- 297 : Keizer Diocletianus slaat de opstand in Egypte neer, Alexandrië geeft zich na een beleg van 8 maanden gewonnen, maar de Perzen maken gebruik van de situatie door Armenië binnen te vallen.
- 298 : Slag bij Satala. Caesar Galerius verslaat de Sassanidische koning Narses.
- 299 : Rome en Perzië sluiten een voor Rome gunstige vrede, de Vrede van Nisibis, die 40 jaar stand zal houden. Het gebied van de Tigris tot het Vanmeer komt terug aan Rome en Armenië wordt ingelijfd bij het Rijk. De hoofdstad Ctesifon wordt teruggegeven aan de Perzische koning Narses.

## Belangrijke personen
- Diocletianus
- Maximianus

<< · 290 · 291 · 292 · 293 · 294 · 295 · 296 · 297 · 298 · 299 · >>
<< · 200-209 · 210-219 · 220-229 · 230-239 · 240-249 · 250-259 · 260-269 · 270-279 · 280-289 · 290-299 · >>